# Combinada nòrdica als Jocs Olímpics d'hivern de 1932
Als Jocs Olímpics d'Hivern de 1932 celebrats a la ciutat de Lake Placid (Estats Units d'Amèrica) es disputà una prova de combinada nòrdica en categoria masculina. La competició se celebrà entre els dies 10 (prova de 18 quilòmetres d'esquí de fons) i l'11 de febrer (prova de salt amb esquís) de 1932 a les instal·lacions de Lake Placid.

## Comitès participants
Hi participaren un total de 33 esquiadors de 10 comitès nacionals diferents:
| - Àustria (3) - Canadà (4) - Estats Units (4) - Itàlia (3) - Japó (3) |  | - Noruega (4) - Polònia (3) - Suècia (2) - Suïssa (3) - Txecoslovàquia (4) |

## Resum de medalles
| Prova     | Or                   | Argent     | Bronze           |
| Combinada | Johan Grøttumsbråten | Ole Stenen | Hans Vinjarengen |

## Medaller
| Posició | País    | Or | Argent | Bronze | Total |
| 1       | Noruega | 1  | 1      | 1      | 3     |
|         |         |    |        |        |       |
| Total   | Total   | 1  | 1      | 1      | 3     |

## Resultats
| Lloc | Esquiador            | Total  |
| ---- | -------------------- | ------ |
| 1    | Johan Grøttumsbråten | 446.00 |
| 2    | Ole Stenen           | 436.05 |
| 3    | Hans Vinjarengen     | 434.60 |
| 4    | Sverre Kolterud      | 418.70 |
| 5    | Sven Eriksson        | 402.30 |
| 6    | Antonín Bartoň       | 397.10 |
| 7    | Bronisław Czech      | 392.00 |
| 8    | František Šimůnek    | 375.30 |
| 9    | Rolf Monsen          | 369.30 |
| 10   | Jostein Nordmoe      | 367.56 |
| 11   | Ján Cífka            | 367.40 |
| 12   | Ernesto Zardini      | 362.20 |
| 13   | Jaroslav Feistauer   | 361.30 |
| 14   | Edward Blood         | 361.45 |
| 15   | Takemitsu Tsubokawa  | 358.90 |
| 16   | Lloyd Ellingson      | 354.20 |
| 17   | Ingenuino Dallagio   | 346.00 |
| 18   | Harald Paumgarten    | 342.20 |
| 19   | Andrzej Marusarz     | 335.10 |
| 20   | Heigoro Kuriyagawa   | 332.80 |
| 21   | Severino Menardi     | 332.70 |
| 22   | Cesare Chiogna       | 321.60 |
| 23   | Fritz Kaufmann       | 320.70 |
| 24   | Howard Bagguley      | 318.70 |
| 25   | John Ericksen        | 316.30 |
| 26   | Fritz Steuri         | 315.90 |
| 27   | Stanisław Marusarz   | 308.05 |
| 28   | Holger Schön         | 300.80 |
| 29   | Harald Bosio         | 298.70 |
| 30   | Arthur Gravel        | 278.60 |
| 31   | Ross Wilson          | 252.80 |
| 32   | Katsumi Yamada       | 222.20 |
| 33   | Gregor Höll          | 185.00 |